# Michał Kelles-Krauz
Michał Jerzy Kelles-Krauz (ur. 23 kwietnia 1930, zm. 4 października 2015) – polski ekonomista, doktor habilitowany inż., rektor Wyższej Szkoły Handlu i Finansów Międzynarodowych im. Fryderyka Skarbka w Warszawie.

## Życiorys
Podczas powstania warszawskiego przebywał w Warszawie, był zakładnikiem w gmachu Sejmu RP. Po wojnie ukończył studia na Politechnice Warszawskiej. W 1993 roku uzyskał stopień doktora habilitowanego nauk ekonomicznych w zakresie ekonomii na Wydziale Zarządzania i Ekonomiki Usług Uniwersytetu Szczecińskiego. Był wykładowcą, profesorem i dziekanem Wydziału Transportu Politechniki Radomskiej im. Kazimierza Pułaskiego (obecnie Wydział Transportu i Elektrotechniki Uniwersytetu Technologiczno-Humanistycznego im. Kazimierza Pułaskiego w Radomiu). Pomysłodawca i zwolenniki budowy systemu komunikacji tramwajowej w Radomiu. Piastował również funkcję rektora Wyższej Szkoły Handlu i Finansów Międzynarodowych im. Fryderyka Skarbka w Warszawie oraz dziekana Wydziału Zamiejscowego w Radomiu Wyższej Szkoły Dziennikarskiej im. Melchiora Wańkowicza w Warszawie. Przetłumaczył na język polski książkę Teodora Ojzermana pt. Powstanie filozofii marksistowskiej.
Zmarł 4 października 2015 roku. Został pochowany w grobowcu rodzinnym na cmentarz przy ulicy Bolesława Limanowskiego w Radomiu.